# 第三代諾森伯蘭伯爵亨利·珀西
亨利·珀西（Henry Percy, 3rd Earl of Northumberland，1421年7月25日—1461年3月29日），第三代諾森伯蘭伯爵，第二代伯爵亨利·珀西之子，英格蘭貴族珀西家族的成員。

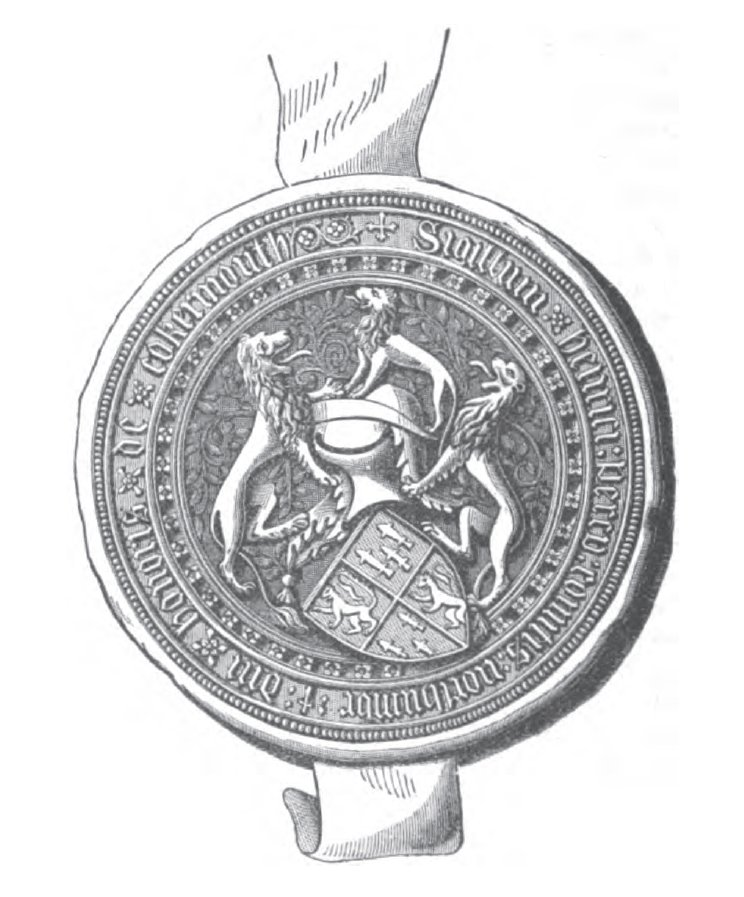
亨利·珀西的印章

透過他的母親埃莉諾·內維爾（Eleanor Neville），亨利·珀西與愛德華·金雀花是表兄弟；但在玫瑰戰爭期間亨利·珀西卻站在蘭開斯特王朝一邊。他在1461年的陶頓戰役中陣亡，獲得勝利的愛德華·金雀花於同年受加冕成為英格蘭國王愛德華四世。

## 子女
- 安妮·珀西
- 瑪格麗特·珀西
- 亨利·珀西
- 伊麗莎白·珀西